# Henry Cattan
Henry Cattan (en árabe:هنري قطان, Jerusalén, 1906– París 1992) fue un escritor y jurista palestino.

## Biografía
Su padre se llamaba Naklih Cattan. Nació  y fue a la escuela en la actual Jerusalén oeste. Completó sus entudios de periodismo en la Universidad de Londres 1926 y de derecho en la Universidad de París 1929. Terminó los estudios de Master en la Universidad de Londres en 1932. 
Impartió clases de derecho en la Universidad de Jerusalén, y ejerció como abogado en Siria y el Mandato británico de Palestina.
Se estableción en París después de la guerra de 1948.
Fue miembro del Alto Comité Árabe, del Consejo jurídico de Palestina y lo nombraron comisario especial de la ONU para Palestina.

## Publicaciones
- Palestine, the Arabs, and Israel (1969)
- The Palestine Question (1988)
- Palestine: The Road to Peace
- Palestine and International law (1976)
- The Status of Jerusalem (1981) Archivado el 24 de junio de 2021 en Wayback Machine.